# Sililo

Grupo sililo, análogo al grupo metilo, donde el átomo de carbono ha sido reemplazado por un átomo de silicio

En química orgánica, los sililos derivan de los silanos en la misma forma en que los alquilos, derivan de los alcanos, por la pérdida de un átomo de hidrógeno. El término puede designar a radicales o sustituyentes en moléculas orgánicas complejas. Los sililos pueden ser considerados más o menos como grupos funcionales dependiendo de las circunstancias. Por otra parte el término sililo por sí solo se puede utilizar para designar al residuo -SiH
3 o al radical ▪SiH
3.

## Ejemplos
Algunos de los compuestos más conocidos que contienen grupos sililo :

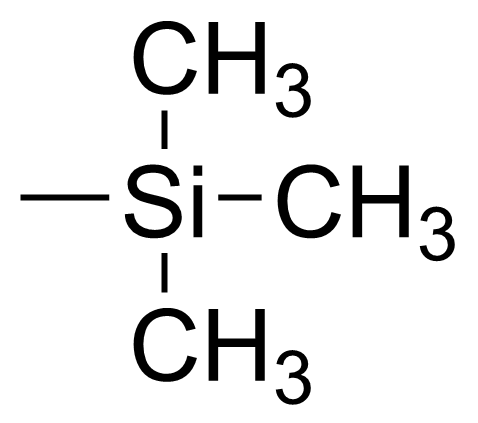
Trimetilsililo, TMS, (CH 3) 3Si-
Súper sililo como tri(trimetisilil)sililo, TTMSS, ((CH
3)
3Si)
3Si-

Otros son el tri(t-butil)sililo, ((CH
3)
3C)
3Si- y triisopropilsililo, TIPS, ((CH
3)
2CH)
3Si-)
- Datos: Q16676860